# Среднеазиатский военный округ

Среднеазиатский военный округ
на 1 января 1989 года

Краснознамённый Среднеазиа́тский вое́нный о́круг (САВО) — оперативно-стратегическое территориальное объединение Вооружённых Сил СССР, существовавшее в 1926—1945 и 1969—1989 годах.

## История

### 1-е формирование округа
После окончания Гражданской войны на остальной территории СССР на территории Средней Азии еще продолжалась масштабная борьба с басмачеством, которую вели войска преобразования Туркестанского фронта.
К 1926 году, после разгрома основных формирований басмачей и вытеснения их в малонаселённые области и за границу, встал вопрос о переходе к военному строительству в Средней Азии в условиях мирного времени. К этому времени Туркестанский фронт являлся последним «фронтом» Красной армии во время Гражданской войны.
Приказом Реввоенсовета Республики от 4 июня 1926 года создан Среднеазиатский военный округ на территории следующих союзных республик:
- Узбекская ССР
- Туркменская ССР
- Казахская АССР
- Киргизская АССР
- Таджикская АССР.

Войска округа до начала 1930-х годов вели боевые действия против басмачей, а в 1937—1938 годах — против уйгурских сепаратистов в китайской провинции Синьцзян.
Военные кадры округа значительно пострадали во время массовых репрессий в РККА в 1937—1939 годах, когда в нём было уволено по политическим мотивам 933 командиров и начальников, из которых не менее 365 были арестованы органами НКВД по обвинению в политических преступлениях и расстреляны 111 человек (не считая умерших позднее в местах заключения). Эти репрессии оказали негативное влияние на боеспособность войск округа, так и не восстановленную до прежнего уровня вплоть до начала войны.
В марте 1941 года в округе в г. Мары формировался 27-й механизированный корпус. 27 июня 1941 года началась погрузка в железнодорожные эшелоны и отправка на запад первого эшелона 9-й танковой дивизии. А затем убыли и все остальные соединения и части корпуса в район г. Воронежа.
В годы Великой Отечественной войны на его территории сформировано большое количество частей и соединений, которые убыли в действующую армию. Формировались также и национальные воинские части: в Казахстане 3 кавалерийские бригады и 2 отдельные стрелковые бригады, в Киргизии 3 кавалерийские и 3 стрелковые дивизии, в Туркмении 2 кавалерийские дивизии и 2 стрелковые бригады, в Узбекистане 5 кавалерийских дивизий и 10 стрелковых бригад. Также в округе в больших количествах готовились кадры для действующей армии как в своих учебных заведениях, так и в эвакуированных из европейской части страны.
На территории округа была сформирована 53-я армия, которая участвовала в операции по вводу советских войск в Иран с территории Туркменской ССР и затем в соответствии с советско-иранским договором несла службу на территории Ирана.
Приказом Народного комиссара обороны СССР от 9 июля 1945 года расформирован, его территория и войска включены в Туркестанский и Степной военные округа.
Управление округа находилось в Ташкенте (1926—1945).

### 2-е формирование округа

#### Причины повторного формирования

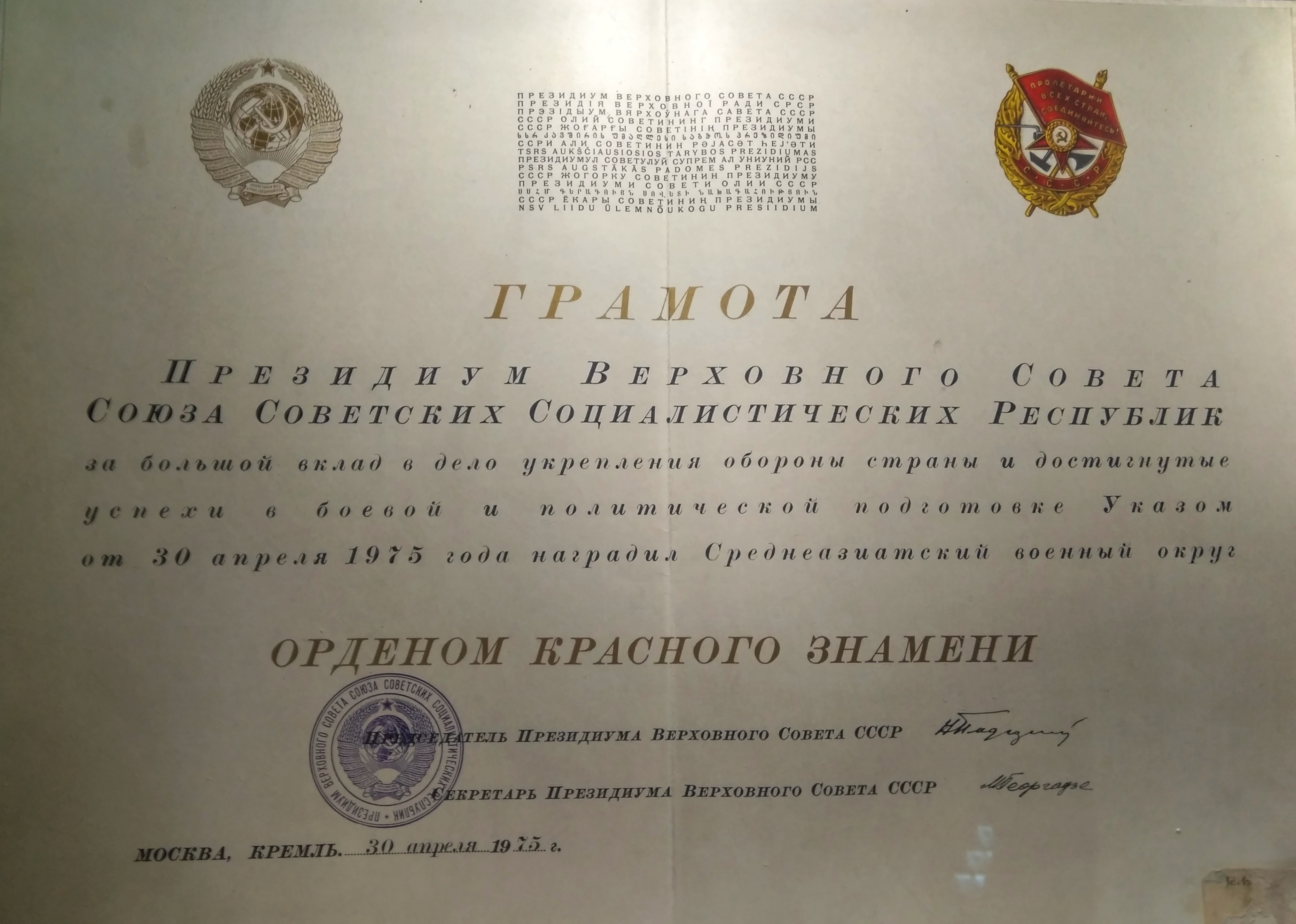
Грамота Президиума Верховного Совета СССР о награждении Среднеазиатского военного округа Орденом Красного Знамени

Со второй половины 60-х годов, в связи с обострением Советско-китайского раскола, ухудшается ситуация на советско-китайской границе. Учащаются случаи провокации со стороны китайских граждан и китайских военных. Особого пика обстановка достигла к весне 1969 года, когда из-за захвата острова Даманский в Приморском крае РСФСР произошли широкомасштабные боевые действия между советскими пограничниками и частями Народно-освободительной армии Китая. На третьи сутки вооружённого конфликта позиции пограничников были усилены мотострелковыми подразделениями Советской армии. Потери китайских военных убитыми составили более 800 человек, советской стороны — 58 человек убитыми, из них 40 пограничников..
Спустя 5 месяцев после Пограничного конфликта на острове Даманский, аналогичная ситуация повторилась в меньших масштабах в Восточно-Казахстанской области Казахской ССР у озера Жаланашколь. Потери китайской стороны убитыми составили 19 человек. Потери советских пограничников убитыми — 2 человека.
С этой целью руководством ВС СССР были произведены следующие мероприятия:
- В Казахской ССР и на Дальнем Востоке в 60-е годы формируются новые соединения Дальней авиации и РВСН
- В Монгольскую Народную Республику вводятся соединения и части 39-й общевойсковой армии
- Увеличивается численность войск Забайкальского и Дальневосточного военных округов, за счёт переброски войск из других округов.
- 24 июня 1969 года заново формируется Среднеазиатский военный округ, путём выделения территории и некоторой части войск из Туркестанского ВО.

Повторное формирование САВО облегчало управление существенно возросшей группировкой войск.
На этот раз он включил в свой состав три союзные республики:
- Казахская ССР
- Киргизская ССР
- Таджикская ССР

Вместе с ним формируется 32-я общевойсковая армия и комплектуется её состав за счёт соединений прибывающих из других военных округов.
В 1975 году округ был награждён орденом Красного Знамени.
1 июня 1989 расформирован, территория и войска переданы Туркестанскому военному округу.
Управление округа (штаб) находилось в Алма-Ате (1969—1989).

## Особенности дислокации частей САВО

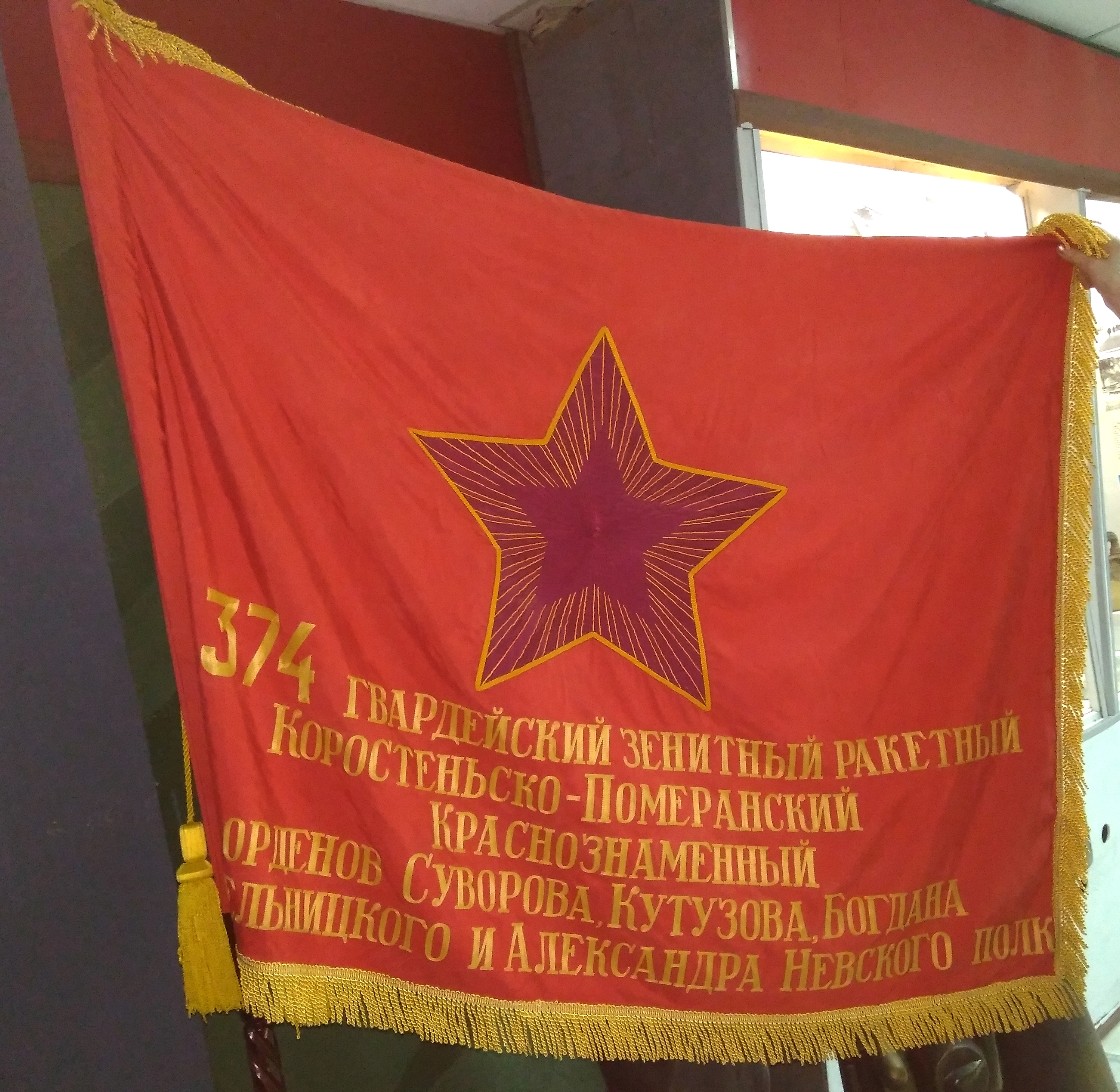
Боевое знамя 374-го гвардейского зенитного ракетного полка Среднеазиатского военного округа

Практически все соединения сухопутных войск САВО были дислоцированы в относительной близости (не более 300 километров) к советско-китайской границе. В центральных, северных и западных областях Казахской ССР, составлявшей 88 % территории всего САВО, практически не было боевых частей, за исключением 203-й мсд, дислоцированной в Караганде.

На участках границы, где природный рельеф способствовал возможному продвижению противника в лице НОАК, были созданы укреплённые районы, представлявшие собой соединения из пулемётно-артиллерийских батальонов на стационарных позициях.

За соединениями сухопутных войск САВО были закреплены участки советско-китайской границы от стыка с Монгольской Народной Республикой на северном участке, до стыка с Афганистаном на южном участке в следующей последовательности (с севера на юг):
- 155-я мсд
- 78-я тд
- 68-я мсд
- 8-я гв.мсд
- 201-я мсд

203-я мсд находилась в резерве САВО. 

80-я гв.умсд — являлась учебным соединением, готовившим младших специалистов для сухопутных войск САВО.

## СоставСАВОна 1979 год

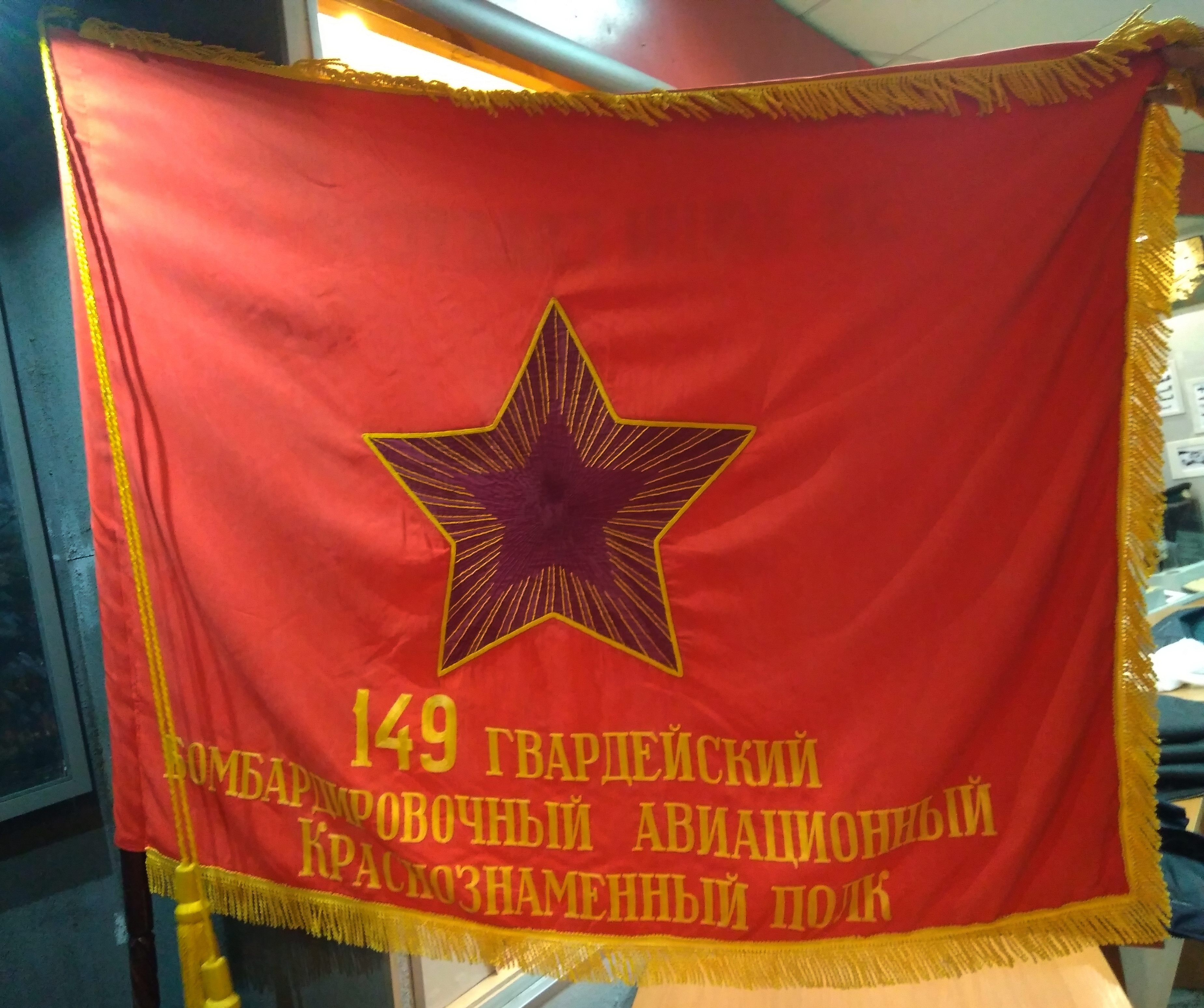
Боевое знамя 149-го гвардейского бомбардировочного авиационного полка Среднеазиатского военного округа

Формирование войск САВО заняло период с 1969 по 1979 год. 
Для полной оценки окончательной фазы создания округа — следует рассматривать период непосредственно перед началом Афганской войны, поскольку именно на него приходится максимальная численность войск в составе САВО.
Последним недостающим формированием в составе САВО, являлась отдельная десантно-штурмовая бригада, которая руководством ВС СССР создавалось в каждом военном округе имеющем выход к Государственной границе СССР. Указанное формирование появилось в окружном комплекте войск САВО только при реформе ВДВ в 1979 году, и только в кадрированном виде.
На территории САВО дислоцировались:
- 32-я общевойсковая армия
- 17-й армейский корпус
- соединения центрального и окружного подчинения.

Авиационную поддержку осуществляли 73-я воздушная армия, а воздушное прикрытие — части 12-й и 14-й армий ПВО.

#### Соединения и части окружного подчинения
Список соединений и воинских частей окружного подчинения на декабрь 1979 года:
- 5-я отдельная бригада связи ВГК — в/ч 41483, Алма-Ата[10]
  - 449-й отдельный батальон тропосферной связи — в/ч 42066
  - 577-й отдельный радиорелейный батальон — в/ч 77047
  - 630-й отдельный батальон тропосферной связи — в/ч 83394
  - 1049-й отдельный узловой батальон связи — в/ч 46104
- 22-я отдельная бригада специального назначения — в/ч 42610, Капчагай КазССР
- 27-й полк химической защиты — в/ч 20040, н.п. Вячеславка КазССР[11]
- 56-я радиотехническая бригада — в/ч 10216, Чимкент КазССР
- 57-я отдельная десантно-штурмовая бригада — в/ч 92618, Актогай КазССР[12]
- 107-я отдельная бригада связи — в/ч 16194, Бурундай КазССР
- 126-я ракетная бригада — в/ч 86343, Сарыозек[13].
- 141-я отдельная радиотехническая бригада особого назначения — в/ч 86621, н.п. Шенгельды КазССР[14]
- 201-я артиллерийская бригада большой мощности — в/ч 06708, н.п.Унгуртас КазССР
- отдельный инженерный полк — в/ч 75263, пгт Гвардейский КазССР
- отдельный понтонно-мостовой полк — в/ч 44273, Капчагай
- 237-я дивизия охраны тыла — в/ч 21450, пгт Гвардейский (кадрированное соединение)
- 34-й отдельный дисциплинарный батальон — в/ч 75190, н.п. Спасск. Расформирован в 1987 году с передачей состава в 266-й одб, в пгт Гвардейский.
- 266-й отдельный дисциплинарный батальон — в/ч 83328, пгт Гвардейский. Сформирован в 1987 году.
- 80-я гвардейская учебная мотострелковая Уманьская ордена Суворова дивизия — в/ч 30212. Полностью дислоцировалась в пгт Гвардейский
  - 55-й гвардейский учебный мотострелковый Венский орденов Кутузова и Александра Невского полк — в/ч 25744
  - 66-й учебный мотострелковый орденов Кутузова и Богдана Хмельницкого полк — в/ч 35748
  - 372-й гвардейский учебный мотострелковый Кишинёвский орденов Суворова и Кутузова полк — в/ч 25717
  - 127-й гвардейский учебный танковый Ропшинский Краснознамённый, ордена Красной Звезды полк — в/ч 07792
  - 171-й гвардейский учебный артиллерийский Кишинёвский ордена Богдана Хмельницкого полк — в/ч 82796
  - 1050-й учебный зенитный ракетно-артиллерийский Тернопольский полк — в/ч 14891
  - отдельный учебный ракетный дивизион — в/ч 33452
  - 112-й отдельный гвардейский учебный батальон связи — в/ч 71618
  - 90-й отдельный гвардейский учебный инженерно-сапёрный батальон — в/ч 48358
  - 445-й отдельный ремонтно-восстановительный батальон — в/ч 12394
  - 725-й отдельный батальон материального обеспечения — в/ч 75515
  - 589-й отдельный медицинский батальон — в/ч 63302
- 10-й укрепленный район, Хоргос
  - отдельный пулеметно-артиллерийский батальон, Пржевальск
  - отдельный пулеметно-артиллерийский батальон, Чунджа
  - отдельный пулеметно-артиллерийский батальон, Хоргос
  - отдельный пулеметно-артиллерийский батальон, Зайсан
  - отдельный танковый батальон, Панфилов

#### 32-я общевойсковая армия
Управление 32-й общевойсковой армии (32-я ОА) располагалось в Семипалатинске. 32-я ОА дислоцировалась целиком в КазССР, включала 1 танковую и 3 мотострелковых дивизии, зенитно-ракетную и ракетную бригады, реактивный и артиллерийский полки, отдельный огнемётно-танковый полк, полк связи и другие воинские части.

##### Мотострелковые и танковые соединения
Мотострелковые и танковые соединения :
- 78-я танковая Невельская Краснознамённая дивизия — в/ч 05325, Аягуз, Семипалатинской области
  - 143-й танковый полк — в/ч 01287, Актогай
  - 156-й танковый полк — в/ч 01221, Аягуз
  - 180-й танковый полк — в/ч 10810, Аягуз
  - 369-й гвардейский мотострелковый Пражский орденов Кутузова и Суворова полк — в/ч 40398, Ушарал и Дружба
  - 1030-й самоходный артиллерийский полк — в/ч 10181, Ушарал
  - 1144-й зенитный ракетный полк — в/ч 20709, Актогай
  - 345-й отдельный ракетный дивизион — в/ч 67734, Аягуз
  - 103-й отдельный инженерно-саперный батальон — в/ч 30624, Аягуз
  - 194-й отдельный батальон связи — в/ч 21106, Аягуз
  - 85-й отдельный разведывательный батальон — Аягуз
  - отдельный ремонтно-восстановительный батальон — в/ч 62983, Аягуз
  - 546-й отдельный батальон химической защиты — Аягуз
  - отдельный автомобильный батальон — в/ч 31431, Аягуз
  - отдельный медицинский батальон — Актогай
  - 248-я батарея управления и артиллерийской разведки — Аягуз
- 155-я мотострелковая дивизия — в/ч 95876, Ново-Ахмирово Восточно-Казахстанской области
  - 96-й танковый Шумлинский полк имени Челябинского комсомола — в/ч 47165, Ново-Ахмирово
  - 374-й мотострелковый Стрыевский ордена Богдана Хмельницкого полк — в/ч 10944, Георгиевка
  - 511-й мотострелковый полк — в/ч 15203, Ново-Ахмирово
  - 515-й мотострелковый полк — в/ч 13281, Семипалатинск
  - 931-й артиллерийский Дрогобычский полк — в/ч 06004, Георгиевка
  - зенитный ракетный полк — в/ч 14410, Семипалатинск
  - 236-й отдельный разведывательный батальон — в/ч 07002, Георгиевка
  - 395-й отдельный ракетный дивизион — в/ч 06401, Ново-Ахмирово
  - отдельный инженерно-сапёрный батальон — в/ч 08390, Георгиевка
  - отдельный батальон связи — в/ч 64554, Георгиевка
- 203-я мотострелковая Запорожско-Хинганская Краснознамённая, ордена Суворова дивизия — в/ч 31775, г. Караганда
  - 31-й мотострелковый Сегедский Краснознаменный полк — в/ч 61591, г.Караганда
  - 53-й мотострелковый Краснознамённый, ордена Александра Невского полк — в/ч 59262, г. Караганда
  - 54-й гвардейский мотострелковый орденов Кутузова и Богдана Хмельницкого полк — в/ч 52857, г. Темиртау
  - 333-й танковый полк — в/ч 33641 (послевоенное формирование), г. Сарань
  - 449-й артиллерийский орденов Богдана Хмельницкого и Александра Невского полк — в/ч 18976, г. Темиртау
  - зенитный артиллерийский полк — в/ч 10882 (послевоенное формирование), г. Темиртау
  - 970-й отдельный ракетный дивизион — в/ч 33466, г. Темиртау
  - 337-й отдельный инженерно-саперный батальон — в/ч 62917, г. Сарань
  - 582-й отдельный батальон связи — в/ч 41019, г. Караганда
  - отдельный разведывательный батальон — г. Караганда
  - отдельный ремонтно-восстановительный батальон — г. Караганда
  - отдельный батальон химической защиты — г. Караганда
  - отдельный противотанковый артиллерийский дивизион — г. Караганда

##### Соединения и части армейского подчинения
Соединения и части армейского подчинения дислоцировались в относительной близости к штабу 32-й ОА
- Территориальный учебный центр подготовки резервов и хранения вооружения и техники — в/ч 30217, Семипалатинск[15];
- 44-я ракетная бригада тактических ракет — в/ч 36803, Семипалатинск;
- 210-й полк связи — Семипалатинск;
- 272-я зенитно-ракетная Рогачёвская Краснознамённая бригада — в/ч 97616, Аягуз;
- 645-й артиллерийский полк — в/ч 28738, Семипалатинск;
- 962-й реактивной артиллерийский полк — в/ч 16572, Семипалатинск.

#### 17-й армейский корпус
Управление 17-го армейского корпуса (17-й АК или в/ч 01433) располагалось в г. Фрунзе (ныне Бишкек) Киргизской ССР.
17-й АК включал в свой состав 3 мотострелковые дивизии и 2 отдельных мотострелковых полка.
Части корпуса одновременно дислоцировались на территории трёх союзных республик — КазССР, КирССР и ТаССР.

- 8-я гвардейская мотострелковая Режицкая ордена Ленина, Краснознамённая, ордена Суворова дивизия имени И. В. Панфилова — г. Фрунзе КирССР
  - 4-й мотострелковый полк — в/ч 48410, г. Рыбачье Иссык-Кульской области КирССР
  - 14-й гвардейский артиллерийский полк — н.п. Курдай Джамбульской области КазССР
  - 23-й гвардейский мотострелковый полк — н.п. Курдай
  - 50-й гвардейский танковый полк — н.п. Курдай
  - 282-й гвардейский мотострелковый полк — в/ч 73809, н.п. Кой-таш, Районы республиканского подчинения КирССР
  - 1059-й зенитный артиллерийский полк — в/ч 18736, н.п. Курдай
  - отдельный ракетный дивизион — в/ч 01690, н.п. Курдай
  - 793-й отдельный разведывательный батальон — в/ч 12337, н.п. Курдай
  - 32-й отдельный гвардейский инженерно-сапёрный батальон — в/ч 20670, г. Рыбачье
  - 41-й отдельный гвардейский батальон связи — в/ч 41069, г. Фрунзе
  - 300-й отдельный ремонтно-восстановительный батальон — в/ч 54315, н.п. Курдай
  - отдельный батальон материального обеспечения — в/ч 10861, г. Рыбачье
- 68-я мотострелковая Новгородская Краснознамённая дивизия — в/ч 97751, н.п. Сарыозек, Талды-Курганской области
  - 186-й мотострелковый Выборгский ордена Ленина, Краснознамённый, ордена Александра Невского полк — в/ч 77800, Алма-Ата.
  - 188-й мотострелковый Нарвский ордена Кутузова полк — в/ч 74261, Панфилов
  - 517-й мотострелковый полк — в/ч 18404, Талды-Курган
  - 301-й танковый полк — в/ч 12740, Сарыозек
  - 343-й артиллерийский полк — в/ч 29108, Сарыозек
  - 1164-й зенитно-ракетный полк — в/ч 64049 Сарыозек
  - 28-й отдельный ракетный дивизион — в/ч 52501, Сарыозек)
  - 227-й отдельный инженерно-саперный батальон — в/ч 89427, Сарыозек
  - 549-й отдельный батальон связи — в/ч 77035, Сарыозек
  - 106-й отдельный разведывательный батальон — в/ч 48386, Талды-Курган
  - 4-й отдельный ремонтно-восстановительный батальон — в/ч 59326, Сарыозек
  - отдельная рота химической защиты — Сарыозек
  - отдельный медицинский батальон — в/ч 49415 Сарыозек
  - отдельный противотанковый артиллерийский дивизион — в/ч 61251, Сарыозек
  - 52-й отдельный автомобильный батальон — в/ч 74852, Сарыозек
- 201-я мотострелковая Гатчинская Краснознамённая дивизия — в/ч 61452, — Душанбе, ТаССР.
  - 92-й мотострелковый Сестрорецкий Краснознамённый полк
  - 122-й мотострелковый полк
  - 191-й мотострелковый Нарвский Краснознамённый, ордена Александра Невского полк
  - 998-й артиллерийский Староконстантиновский Краснознамённый, орденов Суворова и Богдана Хмельницкого полк
  - 990-й зенитный артиллерийский полк
  - 783-й отдельный разведывательный батальон
  - 99-й отдельный медицинский батальон
  - 252-й отдельный батальон связи
  - 541-й отдельный инженерно-сапёрный батальон
  - 340-й отдельный ремонтно-восстановительный батальон
  - 20-я отдельная рота подвоза

В корпусном подчинении находились 2 мотострелковых полка:
- 860-й отдельный мотострелковый Псковский Краснознамённый полк — в/ч 77701, Ош КирССР
- 30-й отдельный мотострелковый полк — в/ч 62394, н.п. Курдай
- 86-й отдельный пулеметно-артиллерийский батальон — в/ч 92843, н.п. Гульча, КирССР
- 751-й отдельный иженерно-сапёрный батальон — в/ч 58012, г. Капчагай
- 342-й отдельный батальон связи — в/ч 01418, г. Фрунзе

Примечание: на декабрь 1979 г. 201-я мотострелковая Гатчинская дважды Краснознамённая дивизия являлась кадрированным соединением, и многие её воинские части были только обозначены. Танкового полка в составе дивизии не имелось, а к примеру в 191-м мотострелковом Нарвском Краснознамённом, ордена Александра Невского полку числилось всего 14 человек.

#### ВВС САВО
На территории САВО дислоцировались соединения и воинские части 73-й Воздушной Армии со штабом в Алма-Ате.
- 10-я истребительная авиационная дивизия — Учарал Талды-Курганской области КазССР
  - 27-й гвардейский истребительный авиационный Выборгский Краснознамённый полк — в/ч 55748, н.п.Учарал Талды-Курганской области. На МиГ-21 и МиГ-23.
  - 134-й истребительно-бомбардировочный авиационный полк — в/ч 47007, н.п.Жангизтобе Семипалатинской области. На МиГ-27.
- 24-я смешанная авиационная дивизия — Талды-Курган КазССР
  - 129-й истребительно-бомбардировочный авиационный полк — в/ч 21751, Талды-Курган Талды-Курганской области. На МиГ-27.
  - 149-й гвардейский бомбардировочный авиационный полк — в/ч 65229, н.п. Николаевка Алматинской области. На Су-24.
  - 905-й истребительный авиационный полк — в/ч 40577, Талды-Курган. На МиГ-23.
  - 1679-й отдельный батальон связи.

Отдельные полки, эскадрильи и воинские части:
- 39-й отдельный разведывательный авиационный Никопольский ордена Александра Невского полк — в/ч 53898, Балхаш Карагандинской области. На МиГ-25РБ и Як-28Р.
- 371-й отдельный разведывательный авиационный полк — в/ч 55652, Чимкент. На Су-17М.
- 457-й отдельный смешанный авиационный полк — Алма-Ата. На Ан-12, Ан-26 и Ми-8Т.
- 181-й отдельный вертолётный полк — в/ч 14157, Джамбул. На Ми-6, Ми-10 и Ми-8.
- 486-й вертолётный полк — в/ч 01852, н.п.Учарал Талды-Курганской области. На Ми-8 и Ми-24.
- 218-я отдельная смешанная авиационная эскадрилья — в/ч 53975, Алма-Ата. На Ми-8 и Ми-6.
- 87-й отдельный полк связи — в/ч 78460, Алма-Ата.
- 1306-й отдельный батальон связи и радиотехнического обеспечения.
- 1155-й отдельный батальон связи и радиотехнического обеспечения.
- Школа младших авиационных специалистов (ШМАС) — в/ч 78639, Талды-Курган.

#### ПВО САВО
Противовоздушную оборону САВО обеспечивали соединения и воинские части 12-й и 14-й Отдельных Армии ПВО.

Группировка от 12-й Отдельной Армии ПВО (Штаб в Ташкенте):
- 37-й корпус ПВО — Алма-Ата
  - 87-я зенитно-ракетная Новобугская ордена Александра Невского бригада — в/ч 97617, Алма-Ата КазССР[21]
  - 155-я гвардейская зенитно-ракетная Оршанская Краснознамённая, ордена Суворова бригада — в/ч 97632, Фрунзе КирССР
  - 132-я зенитно-ракетная бригада
  - 60-я радиотехническая бригада
  - 133-я радиотехническая бригада
  - 41-й радиотехнический полк
- 15-я дивизия ПВО (Штаб в Самарканде):
  - 536-й зенитно-ракетный полк — Душанбе ТаССР
  - 25-я радиотехническая бригада — Душанбе ТаССР

Группировка от 14-й Отдельной Армии ПВО (штаб в Новосибирске):
- 356-й истребительный авиационный полк — в/ч 54835, Семипалатинск. Обеспечивал ПВО Семипалатинского полигона[18]
- 56-й корпус ПВО — Семипалатинск, КазССР
  - 17-й радиотехнический полк — в/ч 41177, Семипалатинск
  - 120-й зенитно-ракетный полк — в/ч 62872, Чаган. Обеспечивал ПВО для 79-й тяжёлой бомбардировочной авиационной дивизии и Семипалатинского полигона[22]
  - 374-й зенитно-ракетный Коростеньско-Померанский Краснознамённый, орденов Суворова, Кутузова, Богдана Хмельницкого и Александра Невского полк — в/ч 97638, Серебрянск[23]
  - 420-й зенитно-ракетный полк — в/ч 44803, Державинск. Обеспечивал ПВО для 38-й ракетной дивизии РВСН
  - 769-й зенитно-ракетный полк — в/ч 31685, Ленинск. Обеспечивал ПВО для космодрома Байконур и г. Ленинск
  - 770-й зенитно-ракетный полк — в/ч 97626, Георгиевка. Обеспечивал ПВО для 57-й ракетной дивизии РВСН

#### Соединения и воинские части центрального подчинения на территории САВО
На территории САВО дислоцировались соединения и воинские части находившиеся в центральном подчинении МО СССР: 1 дивизия дальней авиации, 2 ракетные дивизии и 1 ракетная бригада от РВСН, 1 парашютно-десантный полк 105-й гв.вдд, 1 лётное училище (5-е ЦК ПУАК) с 4 авиационными полками, а также воинские части обслуживавшие многочисленные полигоны ВС СССР.
- 79-я тяжёлая бомбардировочная авиационная дивизия — в/ч 10239, Чаган Семипалатинской области КазССР. Имел в составе 2 авиационных полка[24]:
  - 1223-й тяжёлый бомбардировочный авиационный полк
  - 1226-й тяжёлый бомбардировочный авиационный полк
- 38-я ракетная дивизия — в/ч 33738, Державинск Тургайской области КазССР. В составе дивизии имелось 8 ракетных полков.
- 57-я ракетная дивизия — в/ч 36678, н. п. Жангизтобе Семипалатинской области КазССР. В составе дивизии имелось 8 ракетных полков[25].
- 5-е Центральные курсы по подготовке и усовершенствованию авиационных кадров (5-е ЦК ПУАК) — Фрунзе КирССР[18]
  - 322-й учебный авиационный полк — в/ч 23565, Кант. Миг-21бис
  - 714-й учебный вертолетный полк — в/ч 55666, Фрунзе. На Ми-8 и МИ-24
  - 715-й учебный авиационный полк — в/ч 64207, н. п. Луговая Жамбылской области. На МиГ-29 и L-39
  - 716-й учебный авиационный полк — в/ч 64225, Токмак КирССР. На L-39
- 68-я ракетная Брестская ордена Суворова бригада — в/ч 33938, Сарыозек
- 111-й гвардейский парашютно-десантный полк — в/ч 01986, Ош КирССР
- Воинские части, обслуживавшие Семипалатинский полигон
- Воинские части, обслуживавшие Сарышаганский полигон
- Воинские части, обслуживавшие Космодром Байконур
- Воинские части, обслуживавшие Эмбинский полигон
- Воинские части, обслуживавшие Ашулулкский полигон
- СПРН Балхаш-9 — в/ч 16601 Карагандинская область КазССР
- ОЭК «Окно» — в/ч 52168, г. Нурек ТаССР
- 954-я научно-исследовательская испытательная база «Озеро» ВМФ СССР — в/ч 87366, г.Караколь КирССР[26]

#### Формирования Гражданской обороны САВО
- Штаб ГО САВО — в/ч 68303, Алма-Ата
- 73-й отдельный механизированный полк — в/ч 28237, н.п. Узунагач Алматинской области КазССР
- 944-й отдельный механизированный полк — в/ч 52859, Караганда, КазССР
- 945-й отдельный механизированный полк — в/ч 28238, Фрунзе, КирССР
- отдельный механизированный полк — в/ч 52196, ТаССР

#### Вклад САВО в развёртываниеОКСВА
С началом Афганской войны части Среднеазиатского военного округа совместно с частями и соединениями ТуркВО приняли активное участие в формировании частей и соединений будущей 40-й армии. К примеру:
- 201-я мотострелковая дивизия, развёрнутая по полному штату, убыла в состав ОКСВА в феврале 1980 года
- 860-й отдельный мотострелковый полк, развёрнутый по полному штату но без танкового батальона, убыл в состав ОКСВА в январе 1980 года[16]
- 181-й отдельный вертолётный полк практически в полном составе (кроме авиационного звена Ми-10), убыл в состав ОКСВА в декабре 1979 года[18]
- 186-й мотострелковый полк 68-й мсд, был развёрнут по полному штату, убыл в состав ОКСВА в декабре 1979 года, был доукомплектован и переформирован в январе 1980 года в 66-ю омсбр
- 22-я отдельная бригада специального назначения была развёрнута по полному штату и убыла в состав ОКСВА в 1984 году
- Один десантно-штурмовой батальон, вошедший в состав 56-й отдельной гвардейской десантно-штурмовой бригады, был сформирован в декабре 1979 года в г. Капчагай из военнообязанных запаса.
- 5-я отдельная бригада связи ВГК с начала ввода войск в декабре 1979 года участвовала в обеспечении связи частей и соединений ОКСВА с ВГК ВС ССР. Для выполнения поставленной задачи от соединения были откомандированы непосредственно на территорию ДРА 449-й отдельный батальон тропосферной связи и 577-й отдельный радиорелейный батальон, а на советско-афганской границе были дислоцированы 630-й отдельный батальон тропосферной связи и 1049-й отдельный узловой батальон связи[10].
- 149-й гвардейский бомбардировочный авиационный Краснознамённый полк принимавший участие в боевых действиях на территории ДРА, имел постоянный пункт дислокации в посёлке Николаевка (ныне Жетыген) Алматинской области.
- 371-й отдельный разведывательный авиационный полк в период с 1985 по 1986 год, одной эскадрильей был дислоцирован в Баграме и принимал участие в боевых действиях[18].
- 905-й истребительный авиационный полк в период с 1984 по 1985 год, дислоцировался на аэродромах Баграма и Шинданда и принимал участие в боевых действиях[18].
- В январе 1980 году 155-я мсд участвовала в комплектовании соединений вводимых в Афганистан[29]:

…У всех на устах слово Афганистан. Позже узнал, что с нашей 155-й мотострелковой дивизии это уже второй эшелон. Отправляют не подразделениями, а выборочно, но почти половину личного состава боевых частей. Наш 374-й мотострелковый полк тогда был воинской частью прикрытия государственной границы, считался одним из наиболее подготовленных, вот и загремел почти в полном составе…— «Отряд Кара-майора». Жантасов Амангельды. Воспоминания офицера 374-го мсп 155-й мсд
- Наряду с так называемыми в среде военных «афганскими учебками» на территории ТуркВО, где проходили боевое обучение рядовой и сержантский состав перед отправкой в 40-ю армию, крупным соединением на территории САВО занимавшееся теми же задачами являлась 80-я гвардейская учебная мотострелковая дивизия, дислоцированная в пгт Гвардейский Жамбылской области.
- Кроме формирования воинских частей на территории САВО была организована крупная мобилизация военнослужащих запаса, для развёртывания кадрированных соединений, которые вошли в состав 40-й Армии. В основном это коснулось граждан проживающих в Южном Казахстане и в Таджикской ССР. Также военным руководством округа была произведена мобилизация грузовых автомобилей из народного хозяйства КазССР для нужд создаваемой военной группировки.[30]

#### Изменение в составе САВО после начала Афганской войны
В связи с тем что некоторые соединения и воинские части САВО были передислоцированы в Афганистан и включены в состав ОКСВА, руководством ВС СССР было принято решение о создании новых воинских формирований в ппд убывших частей и соединений:
- В составе 68-й мсд, вместо 186-го мотострелкового полка, убывшего в 1979 году, сформирован 385-й мотострелковый полк (в/ч 61993)[8].
- Вместо 201-й мсд, убывшей в 1980 году, на базе оставшегося в СССР 92-го мотострелкового полка сформирована 134-я мотострелковая дивизия[8].
- Вместо 22-й обрСпН, убывшей в 1984 году, на базе оставшихся подразделений сформирован 546-й отдельный учебный полк специального назначения (в/ч 71170)[31].
- Вместо 860-го омсп, убывшего в 1980 году, сформирована 68-я горная мотострелковая бригада (в/ч 36806)[32]
- Вместо 181-го отдельного вертолётного полка, убывшего в 1979 году, сформирован 157-й отдельный транспортно-боевой вертолетный полк (в/ч 14157)[18]

| |  |  |  |
| Оценка боевых возможностей Среднеазиатского и Закавказского военных округов, данная аналитиками Центрального разведывательного управления США (1985). Слева направо представлены схемы: 1) Действия войск по занятию территории Южного Азербайджана; 2) Выхода к Персидскому заливу через Белуджистан с занятием порта Бендер-Бехешти ; 3) Полномасштабному вводу войск в Иран ; 4) Переноса военных действий на территорию других стран Персидского залива — Саудовской Аравии и Объединённых Арабских Эмиратов, с последующим выходом наступающих войск к Ормузскому проливу на рубеж Мускат—Мусандам |  |  |  |

## Командование войсками САВО

### Командующие войсками САВО
- июнь 1926 — октябрь 1928 — К. А. Авксентьевский,
- ноябрь 1928 — ноябрь 1933 — П. Е. Дыбенко,
- декабрь 1933 — июнь 1937 — комкор (с 1935), с июня 1937 командарм 2-го ранга М. Д. Великанов,
- июль — август 1937 — комкор И. К. Грязнов,
- 15.08.1937 — 28.11.1937 — комкор А. Д. Локтионов,
- декабрь 1937 — март 1938 — комкор Л. Г. Петровский,
- 25.02.1938 — 14.01.1941 — комкор, с февраля 1939 командарм 2 ранга, с июня 1940 генерал-полковник И. Р. Апанасенко,
- январь — декабрь 1941 — генерал-майор С. Г. Трофименко,
- декабрь 1941 — август 1943 — генерал-лейтенант П. С. Курбаткин,
- август — сентябрь 1943 — (врид) генерал-майор А. Н. Первушин,
- сентябрь 1943 — июль 1944 — генерал-лейтенант П. С. Курбаткин,
- июль 1944 — май 1945 — (врид) генерал-майор М. Ф. Липатов,
- август 1969 — ноябрь 1977 — генерал армии Н. Г. Лященко,
- ноябрь 1977 — ноябрь 1980 — генерал-полковник П. Г. Лушев,
- ноябрь 1980 — июнь 1984 — генерал-полковник, с февраля 1984 генерал армии Д. Т. Язов,
- июнь 1984 — январь 1987 — генерал-лейтенант, с октября 1984 генерал-полковник В. Н. Лобов,
- январь 1987 — январь 1989 — генерал-полковник А. В. Ковтунов.

### Начальники штаба САВО
- июнь 1926 — сентябрь 1930 — Б. Н. Кондратьев,
- ноябрь 1930 — июль 1931 — М. М. Ольшанский,
- июнь 1931 — сентябрь 1932 — С. А. Пугачёв,
- сентябрь 1932 — май 1937 — комдив (с 1935) Г. С. Замилацкий,
- май 1937 — апрель 1938 — комбриг, с 1938 комдив А. К. Малышев,
- апрель 1938 — январь 1942 — комбриг, с июня 1940 генерал-майор М. И. Казаков,
- январь 1942 — август 1943 — генерал-майор М. Ф. Липатов,
- август — сентябрь 1943 — (врио) полковник Н. А. Чернышевич,
- сентябрь 1943 — июль 1944 — генерал-майор М. Ф. Липатов,
- июль 1944 — июль 1945 — (врио) полковник И. Д. Жвачкин,
- август 1969 — январь 1973 — генерал-майор, с апреля 1970 генерал-лейтенант В. Н. Карпов,
- январь 1973 — июль 1975 — генерал-лейтенант Е. А. Тоузаков,
- июль 1975 — март 1979 — генерал-лейтенант, с февраля 1979 генерал-полковник В. И. Сивенок,
- апрель 1979 — август 1983 — генерал-лейтенант, с декабря 1982 генерал-полковник В. М. Архипов,
- сентябрь 1983 — октябрь 1984 — генерал-лейтенант А. В. Ковтунов,
- ноябрь 1984 — декабрь 1987 — генерал-лейтенант Н. М. Сурайкин,
- июнь 1987 — январь 1989 — генерал-лейтенант В. С. Чечеватов.

### Члены Военного совета САВО[33]
- июнь 1926 — июль 1927 — Н. Н. Кузьмин,
- июль 1927 — октябрь 1929 — Б. М. Иппо,
- октябрь 1929 — май 1937 — корпусной комиссар (с 1935) Г. Г. Ястребов,
- август — ноябрь 1937 — дивизионный комиссар Ф. Д. Баузер,
- январь — октябрь 1938 — дивизионный комиссар К. Л. Пантас,
- октябрь 1938 — июнь 1940 — дивизионный комиссар М. С. Петренко,
- июнь — декабрь 1940 — дивизионный комиссар Е. П. Рыков,
- август 1941 — март 1942 — бригадный комиссар П. И. Ефимов,
- март 1942 — июль 1945 — бригадный комиссар, с декабря 1942 генерал-майор П. Н. Шишкин,
- май 1969 — август 1973 — генерал-майор К. А. Максимов,
- август 1973 — декабрь 1980 — генерал-лейтенант М. Д. Попков,
- декабрь 1980 — октябрь 1984 — генерал-лейтенант В. Ф. Арапов,
- октябрь 1984 — август 1987 — генерал-лейтенант Г. В. Кочкин,
- август 1987 — апрель 1991 — генерал-лейтенант Г. И. Чучкало.

### Первые заместители командующего войсками САВО
- август 1969 — апрель 1974 — генерал-лейтенант танковых войск К. С. Ганеев,
- апрель 1974 — декабрь 1975 — генерал-лейтенант Ф. Ф. Кривда,
- январь 1976 — 1980 — генерал-лейтенант В. А. Горчаков,
- 1980 — июнь 1981 — генерал-лейтенант В. А. Востров,
- ноябрь 1981 — декабрь 1984 — генерал-лейтенант танковых войск Н. М. Ахунов,
- январь 1985 — декабрь 1987 — генерал-лейтенант В. И. Платов,
- февраль 1988 — октябрь 1988 — генерал-лейтенант В. А. Копылов.